# Rodrigo Lombardi
Rodrigo Lombardi, né le 15 octobre 1976 à São Paulo, est un acteur brésilien.

## Filmographie

### Télévision
- 1998 : Meu Pé de Laranja Lima, Henrique
- 2001 : Acampamento Legal, Guarda Florestal
- 2002 : Marisol, Francisco Soares
- 2004 : Metamorphoses, Fábio Fraga
- 2005 : Bang Bang, Constantino Zoltar
- 2006 : Pé na Jaca, Tadeu Lancellot
- 2007 : Desejo Proibido, Ciro Feijó
- 2008 : Guerra e Paz, Marco Antonio Guerra
- 2008 : Casos e Acasos, Inácio
- 2009 : Caminho das Índias, Raj Ananda
- 2009 : Episódio Especial, Ele Mesmo
- 2010 : Passione, Mauro Santarém
- 2011 : Ti Ti Ti, Par de Jaqueline
- 2011 : O Astro, Herculano Quintanilha
- 2012 : As Brasileiras, Rodrigo
- 2012 : Salve Jorge, Theo
- 2015 : Verdades Secretas, Alex
- 2017: Carcereiros, Adriano Ferreira de Araújo

### Cinéma
- 2008 : Simbologia de Um Crime
- 2009 : A Princesa e o Sapo - Príncipe Naveen (voix)
- 2010 : Amor por Acaso - Bartolomeu
- 2012 : Valente - Lorde DingWall (voix)